# Tres Álamos

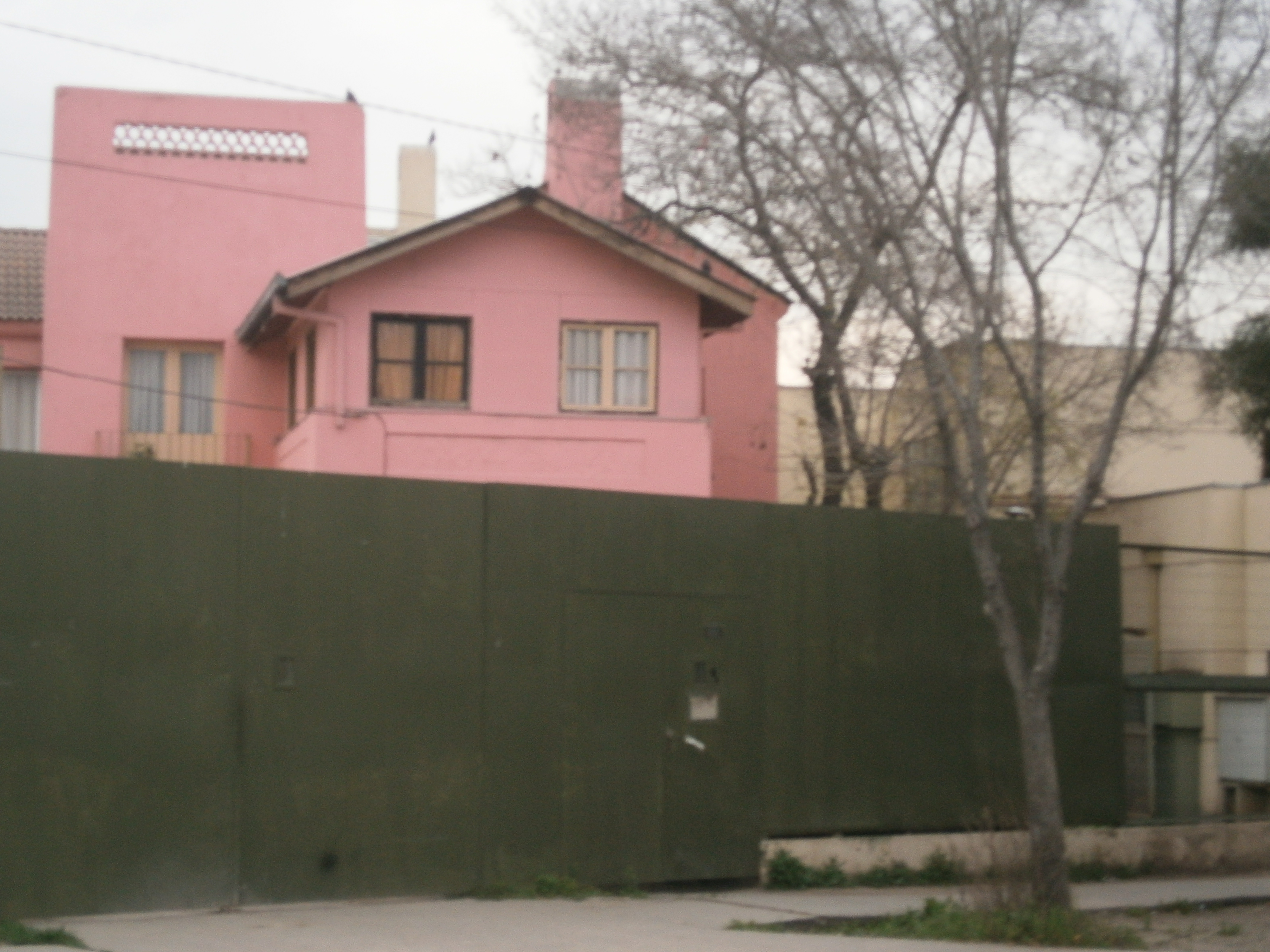
Oficinas de administración de Tres Álamos.

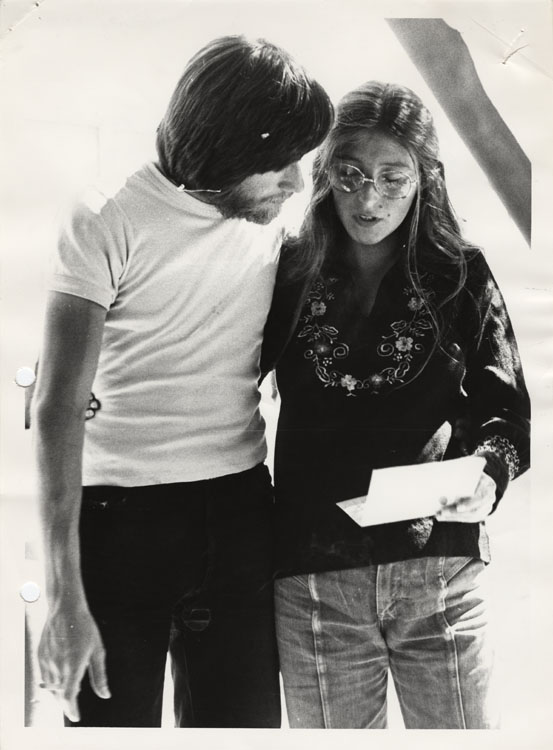
Liberación de presos políticos de "Tres Álamos" (noviembre de 1976).

Tres Álamos fue un campamento de prisioneros políticos que funcionó durante la dictadura militar de Augusto Pinochet en Chile.

## Descripción
El recinto funcionó entre los años 1974 y 1976, siendo el último campamento de presos políticos. Su principal importancia radicaba en que los prisioneros estaban identificados, a diferencia de otros centros de detención e incluso podía recibir visitas. Desde este lugar muchos detenidos salieron expulsados del país.
A este recinto llegaban los prisioneros desde otros centros de la DINA, que en la práctica operaba de facto el recinto, aunque estaba bajo dependencia de Carabineros. El recinto estaba dividido en cuatro pabellones, uno de los cuales era un recinto de incomunicación llamado Cuatro Álamos. 
Según testimonios entregados a la Comisión Valech en este recinto:

Eran humillados e insultados y que vivían en condiciones de hacinamiento. Algunos indicaron que los sacaban del recinto para ser interrogados en otros lugares. Los castigaban frecuentemente suspendiéndoles arbitrariamente las visitas y el ingreso de alimentos y ropa.

Entre las numerosas personas que estuvieron detenidas en este lugar figuran el abogado José Zalaquett, que era jefe del departamento jurídico del Comité Pro Paz, Luis Corvalán, secretario general de Partido Comunista, y Fernando Flores, exministro de Salvador Allende. 
Este recinto se encuentra ubicado en la comuna de San Joaquín, en la calle Canadá, n.º 5359, próximo a Vicuña Mackenna y Departamental. Actualmente es un recinto bajo dependencia del Servicio Nacional de Menores albergando a menores infractores de ley.
Actualmente parte del sitio está administrado por la Corporación 3y4 Álamos y fue entregada en comodato  en el gobierno del presidente Gabriel Boric. 